# Drets del col·lectiu LGBT a Corea del Nord
El col·lectiu LGTB a Corea del Nord s'enfronta a certs desafiaments legals i socials no experimentats per altres residents. A Corea del Nord, república socialista basada en la ideologia Juche situada a Àsia, la condició homosexual o transgènere no són penalitzades de iure per cap llei específica des de la creació de l'estat a mitjan segle XX. Oficialment no es penalitza la pertinença a la comunitat LGBT encara que s'han descrit casos en els quals els mitjans de comunicació oficials han mostrat l'homosexualitat com un exemple de la "decadència moral d'Occident en contrast amb la puresa dels valors socialistes del país".
El govern no recolza de facto a la població LGBT, que manca de normatives contra la discriminació o reconeixement de matrimoni o unions civils, ni permet que altres ciutadans o entitats com a associacions o ONG recolzin els seus drets.

## Legislació sobre relacions homosexuals
Segons l'Informe sobre l'Homofòbia d'Estat 2017, editat al maig de 2017 per ILGA, no existeixen a Corea del Nord lleis que penalitzin els actes sexuals consentits entre adults. El codi penal, vigent des de 1950 i esmenat a l'abril de 1999, no conté cap article que prohibeixi l'homosexualitat, les activitats sexuals homosexuals voluntàries realitzades en l'àmbit privat sense intercanvi econòmic o la condició transgènere. L'edat de consentiment per mantenir relacions homosexuals és igual a l'heterosexual: 15 anys. No obstant això el mateix informe assenyala que, encara que el codi penal no tipifica les organitzacions il·legals, "no seria possible dur a terme l'activitat que desenvolupés una organització de la societat civil que treballés en temes de drets humans relacionats amb l'orientació sexual".
La constitució de Corea del Nord, revisada per última vegada en 2013, no aborda explícitament la discriminació per orientació sexual o la identitat de gènere. La constitució garanteix àmpliament a la ciutadia multitud de drets civils i polítics, culturals o econòmics, entre els quals "gaudir dels mateixos drets en totes les esferes de l'Estat i les activitats públiques".
La Llei Militar ordena el celibat durant els primers 10 anys de servei per tots els allistats. Segons indiquen refugiats nord-coreans els soldats masculins trenquen regularment aquesta regla participant en trobades sexuals casuals hetero i homosexuals. En aquest últim cas es descriuen com un comportament sexual situacional en lloc d'una orientació sexual en sí.
| «                                                           | A l'hivern, quan als soldats només se'ls donava un parell de llençols esparracats, era comú que trobéssim una parella i dormíssim abraçats per guardar la calor. (...) Ho consideràvem part d'allò que el partit anomenava “camaraderia revolucionària | » |
| — Jang Yeong-jin, refugiat norcoreà a Corea del Sud (2015), | |   |

## Societat
Des de la dècada de 1990 alguns informes indiquen que el govern de Corea del Nord ha estat disposat a "mirar cap a un altre costat" en referència al sexe prematrimonial i l'adulteri. No obstant això, aquesta evolució social no sembla aplicar-se a les persones LGBT. L'homosexualitat se segueix considerant tabú, parlant escassament sobre la seva existència, i la pressió social per casar-se i procrear és intensa.
| «                                                           | A Corea del Nord, el govern decideix el que està bé o malament, motiu pel qual no teníem informació sobre altres països o societats. No sabia quà era ser gai perquè el concepte d'homosexualidad no existeix | » |
| — ang Yeong-jin, refugiat norcoreà en Corea del Sud (2015), | |   |

Testimonis de diversos refugiats nord-coreans a Corea del Sud evidencien que la majoria de la població nord-coreana desconeix l'existència d'una orientació sexual diferent de l'heterosexual. La majoria dels homosexuals van descobrir després d'abandonar el país que hi ha la idea de l'homosexualitat.
| «                                                           | "(En una revista sud-coreana) Hi havia una foto d'un petó entre dos homes acompanyant un article que explicava l'homosexualitat des del punt de vista científic. Aleshores vaig comprendre per què no desitjava la meva dona i per què pensava tant en Sun-cheol" . | » |
| — Jang Yeong-jin, refugiat norcoreà a Corea del Sur (2015), | |   |

La cultura i societat nord-coreana és, en línies generals, conservadora i les mostres de sexualitat evidents no estan ben vistes. No obstant això, el desconeixement sobre l'homosexualitat sembla força ampli. Una evidència es produeix en els testimonis recollits de turistes occidentals homosexuals, activitat regulada pel govern, i la població nord-coreana, amb resultats sorprenents 
| «                                                                     | "Quan (els nord-coreans) es troben amb turistes gais sovint pensen que és una situació força divertida.(...) Diria que no hi ha homofòbia en cap nord-coreà. Al cap i a la fi pots odiar allò que no comprens però és difícil estar en contra d'alguna cosa sobre allò que no tens cap concepció. El desconeixement total que la gent té de l'homosexualitat es combina amb la delicadesa de l'Est Asiàtic amb homes agafats de la mà, cantant i sent obertament emocionals.(Com a destinació turística) Sembla molt segur”. | » |
| — Simon Cockerell, propietari d'agència de viatges occidental (2015), | |   |